# Trung tâm Hàng không Quốc tế Roswell
Trung tâm Hàng không Quốc tế Roswell (IATA: ROW, ICAO: KROW, LID FAA: ROW) (Trung tâm Hàng không Roswell; Trung tâm Hàng không Công nghiệp Roswell) là sân bay nằm cách Roswell năm dặm (8,0 km) về phía Nam, tại Quận Chaves, New Mexico, Mỹ.

## Lịch sử

### Thế chiến thứ hai
Tiền thân của sân bay này là Sân bay Lục quân Roswell trong Thế chiến II và Căn cứ Không quân Walker (Walker AFB) dưới thời Chiến tranh Lạnh. Khi đóng cửa, đây là căn cứ lớn nhất của Bộ Tư lệnh Không quân Chiến lược thuộc Không quân Hoa Kỳ. Trung tâm Hàng không Công nghiệp Roswell được phát triển sau khi Căn cứ Không quân Walker đóng cửa vào ngày 30 tháng 6 năm 1967. Các chuyến bay của hãng hàng không thương mại được chuyển từ sân bay Thành phố cũ sang Trung tâm Hàng không ngay sau đó và hãng Trans-Texas Airlines đã nâng cấp một số chuyến bay đến Roswell bằng loại máy bay phản lực Douglas DC-9.
Căn cứ Không quân Walker được đặt theo tên của Tướng Kenneth Newton Walker là dân gốc Los Cerrillos. Ông thiệt mạng trong một phi vụ ném bom ở Rabaul, New Britain, Papua New Guinea vào ngày 5 tháng 1 năm 1943. Mặc dù bị các chiến đấu cơ của địch lao vào đánh chặn, nhóm của ông đã kịp thời ném trúng chín tàu chiến của quân đội Nhật Bản. Tướng Walker được nhìn thấy lần cuối khi rời khu vực mục tiêu với động cơ đang bốc cháy và một số chiến đấu cơ bám đuôi. Vì những hành động quả cảm này mà Tướng Walker đã được Tổng thống Franklin D. Roosevelt truy tặng Huân chương Danh dự vào năm 1943.

### Thời kỳ hậu chiến
Căn cứ được đổi tên để vinh danh ông vào ngày 13 tháng 1 năm 1948. Đại sảnh Walker tại Căn cứ Không quân Maxwell, Alabama, nơi có Trường Đại học Nghiên cứu và Giáo dục Học thuyết Hàng không Vũ trụ, cũng được đặt theo tên của vị tướng này. Năm 1966, phía Không quân Mỹ thông báo rằng họ sẽ cho đóng cửa Căn cứ Không quân Walker. Đây là đợt đóng cửa và củng cố căn cứ khi Bộ Quốc phòng đang phải vật lộn nhằm thanh toán các chi phí cho Chiến tranh Việt Nam trong giới hạn ngân sách do Quốc hội ấn định. Nơi đây cũng nổi tiếng trên cả nước qua sự cố UFO tại Roswell năm 1947. Căn cứ còn được sử dụng trong vài năm để phóng khinh khí cầu ở tầng bình lưu dành cho các dự án của Không quân.

### Thời kỳ hiện nay
Ngày 2 tháng 4 năm 2011, một chiếc Gulfstream G650 mới đã bị rơi ngay sau khi cất cánh từ sân bay này trong một chuyến bay thử nghiệm đang được nhà sản xuất chiếc máy bay phản lực kinh doanh lớn, hai động cơ này tiến hành khiến cả 4 người trên máy bay thiệt mạng.
Sân bay này còn được Felix Baumgartner dùng làm nơi thực hiện cú nhảy rơi tự do đạt kỷ lục của mình từ tầng bình lưu vào ngày 14 tháng 10 năm 2012.
Ngày 23 tháng 8 năm 2016, là một phần của kế hoạch đổi mới đội bay mạnh mẽ, American Airlines đã cho Roswell ngừng hoạt động 20 máy bay McDonnell Douglas MD-80 dẫn đến việc một hãng hàng không thương mại phải ngừng khai thác nhiều máy bay nhất trong một ngày. Ngoài ra, có một chiếc Lockheed JetStar từng thuộc sở hữu của danh ca Elvis Presley và được đem bán đấu giá vào tháng 5 năm 2017 đã phải trải qua suốt hơn 30 năm đậu trên đường băng tại sân bay này.
Ngày 4 tháng 9 năm 2019, American Airlines đã cho chiếc máy bay McDonnell Douglas MD-80 còn lại của hãng về hưu tại Roswell.
Sân bay này cũng đóng vai trò là nghĩa địa máy bay nhộn nhịp và là nơi cất giữ vài chiếc máy bay về hưu, bao gồm một số máy bay phản lực thân rộng Airbus A300-600R do hãng American Airlines vận hành trước đây, thuộc quyền sở hữu của các hãng hàng không như Air Canada, Copa Airlines, Kenya Airways và Scoot cất giữ các máy bay đã qua sử dụng của họ tại chỗ này. Trong đại dịch COVID-19 vào năm 2020, hơn 300 máy bay đều được đưa đến sân bay này để bảo quản, hầu hết đều là của hãng American Airlines và United Airlines.